# Ripisylve
 (septembre 2009).

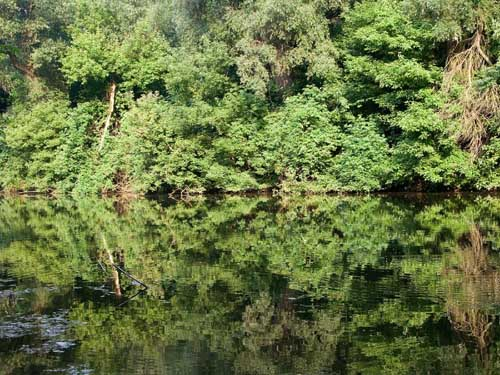
Quand elle est « ouverte », la ripisylve bénéficie à la fois de l'eau et de ses nutriments, et de la lumière réverbérée, et est ainsi généralement exubérante.

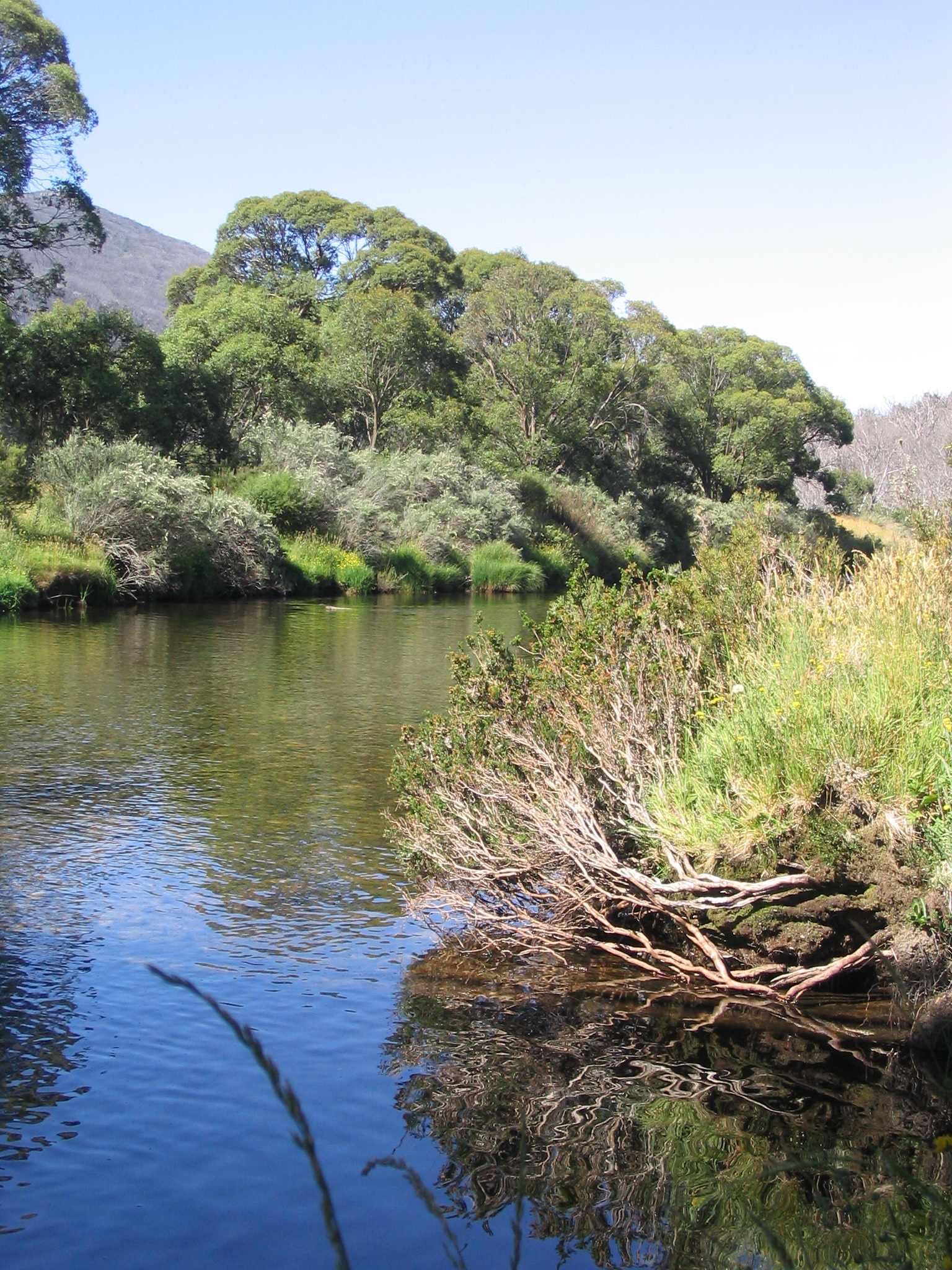
Ripisylve et succession de végétaux, ici sur une seule berge, ayant valeur de corridor biologique, d'aménité paysagère, de lieu d'intense productivité ligneuse et d'épuration de l'eau, gage de protection des berges.

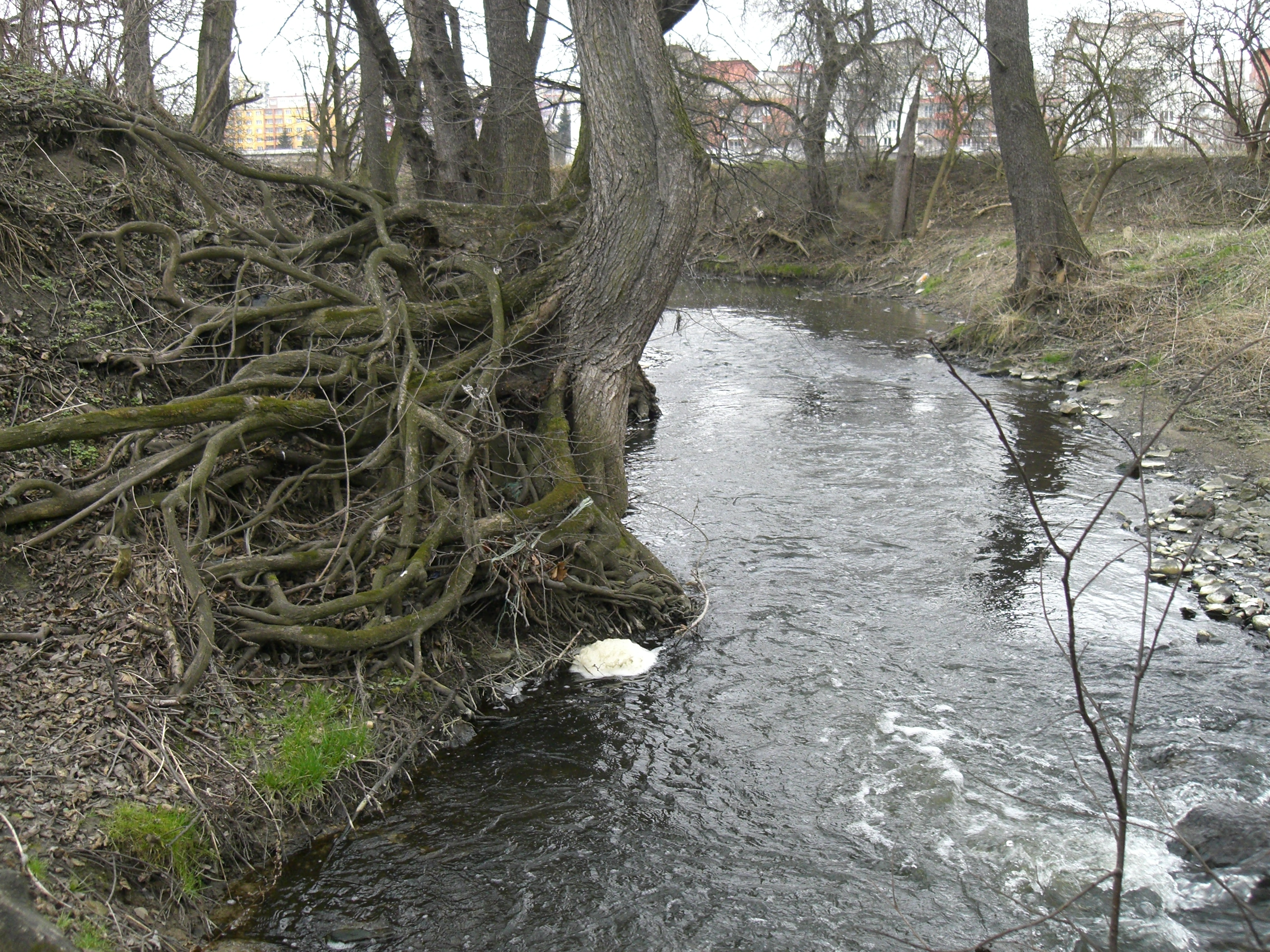
L'entrelac racinaire hors d'eau et immergé fait partie intégrante des écosystèmes de ripisylve, avec des fonctions dépassant celle de maintien des berges. Elles sont notamment impliquées dans l'épuration de l'eau et l'offre en caches et lieux de reproduction pour de nombreuses espèces.

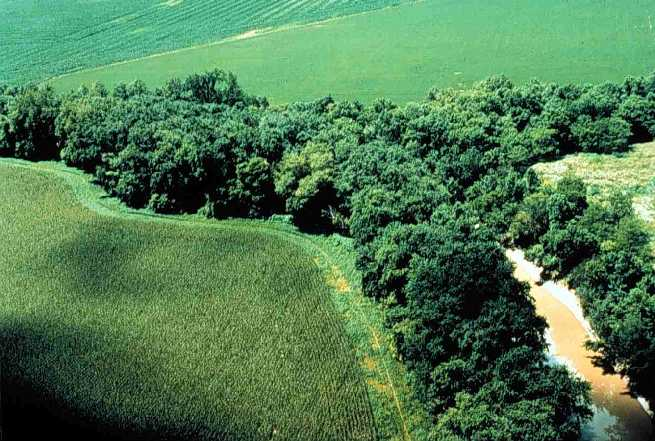
Boisement riparien linéaire jouant un rôle manifeste de corridor biologique boisé, de zone tampon et probablement de filtration et protection de l'eau (évitant ou réduisant la turbidité).

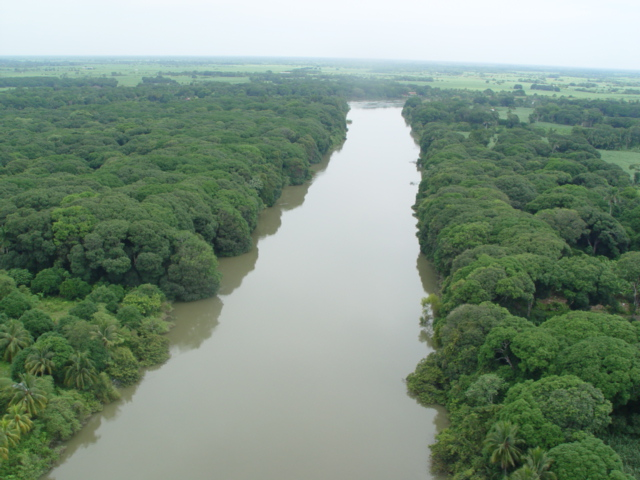
En zone tropicale, les ripisylves sont souvent les dernières zones déboisées (Río Papaloapan, Cosamaloapan).

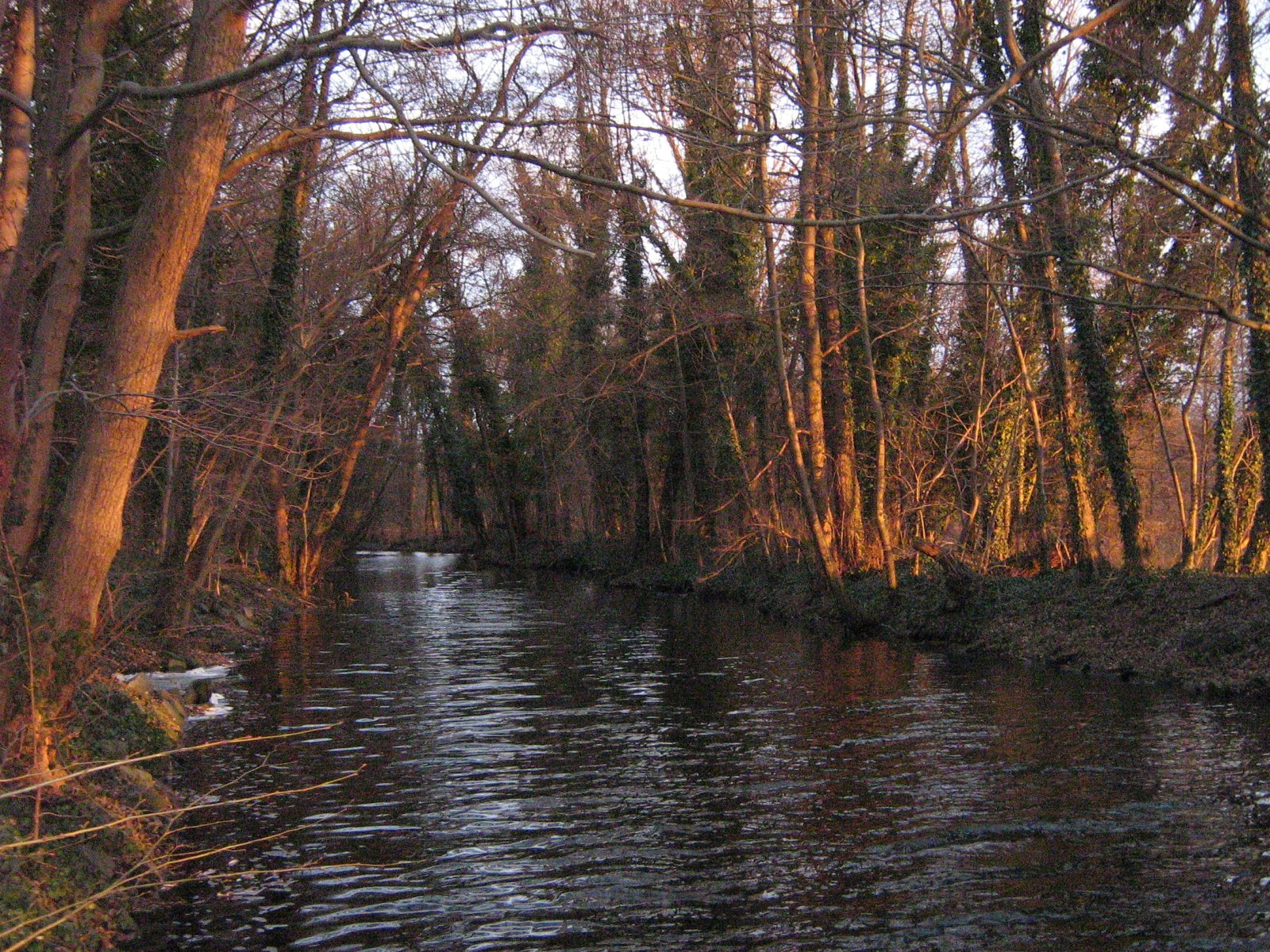
En zone tempérée, en hiver et au début du printemps, les ripisylves de feuillus laissent la lumière pénétrer l'eau, mais peuvent ensuite former une forêt galerie.

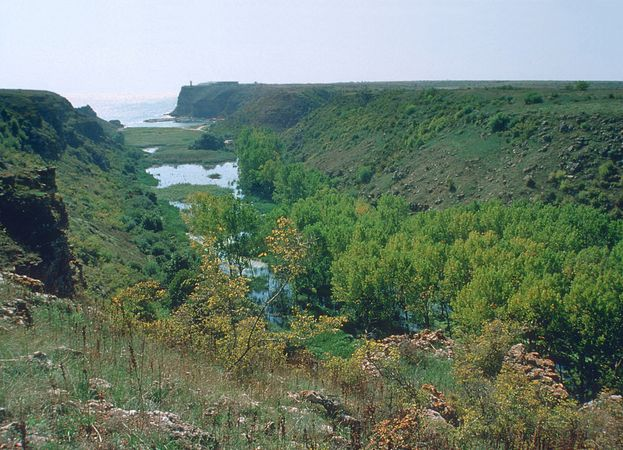
Ripisylve encastrée, bénéficiant d'un microclimat favorable (, près de la côte de la mer Noire.

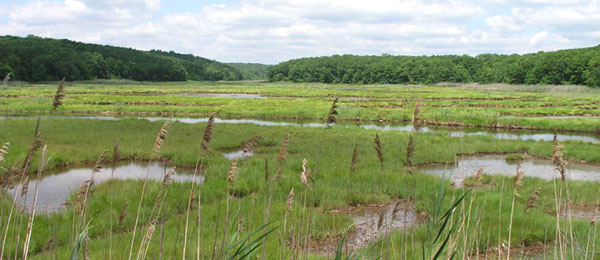
Marais saumâtre entouré d'une ripisylve.

La forêt riveraine, rivulaire  ou ripisylve (étymologiquement du latin : ripa, « rive » et silva, « forêt ») est l'ensemble des formations boisées, buissonnantes et herbacées présentes sur les rives d'un cours d'eau,  d'une rivière ou d'un fleuve, la notion de rive désignant le bord du lit mineur (ou encore lit ordinaire, hors crues) du cours d'eau non submergé à l'étiage. 
La notion de ripisylve désigne généralement des formations boisées linéaires étalées le long de petits cours d'eau[Information douteuse], sur une largeur de quelques mètres à quelques dizaines de mètres[réf. souhaitée], ou moins (si la végétation s'étend sur une largeur de terrain inondable plus importante, dans le lit majeur d'un cours d'eau, rivière ou fleuve, on parlera plutôt de forêt alluviale, de forêt inondable ou inondée ou de forêt rivulaire[réf. souhaitée]).
Il semble qu'il faille bien distinguer la ripisylve (forêt riveraine), de la zone riparienne (zone géographique), dont cette forêt participe. Si l'usage courant utilise souvent le terme de ripisylve dans ce sens, une ripisylve semble toujours « riparienne », alors qu'une zone riparienne n'est pas nécessairement une ripisylve (elle n'est pas toujours nécessairement boisée). La notion de zone riparienne quant à elle est proche de celle de « berge » mais plus précise et orientée vers l'écologie ou les sciences et arts du paysage ou de l'environnement tout comme la notion de ripisylve.
Les ripisylves jouent un rôle écologique important. En particulier, elles offrent des habitats naturels spécifiques (« écotoniaux »), variant selon l'altitude et l'importance du cours d'eau (du ruisseau ou torrent de montagne jusqu'à l'estuaire et parfois la mangrove). Elles forment des corridors biologiques, augmentent la connectivité écologique des paysages et jouent pour ces raisons un rôle majeur pour le maintien de la biodiversité (biodiversité forestière et des cours d'eau notamment), aux échelles régionales . Enfin, véritables filtres, elles protègent la qualité de l'eau et d'une partie des zones humides du bassin versant,, les berges et les sols riverains.

## Fonction de maintien des berges
Des arbres isolés et hauts risquent plus que la moyenne d'être déchaussés par le courant. Des berges uniquement couvertes d'herbacés peuvent être creusées par le dessous, et s'écrouler par pans entiers. C'est la diversité des essences et des végétaux, des types de plantes et les entrelacs racinaires qui rendent les ripisylves si résistantes.
Pour assurer une protection maximale des berges contre l'érosion, la ripisylve doit être large d'au moins 6 mètres[réf. nécessaire] sur chaque berge. Elle doit être dense, équilibrée et dominée par les buissons pour conserver 15 à 20 % d’éclairement[réf. nécessaire]. « Équilibrée » signifie qu'elle doit être composée d'arbres de tous les âges et de trois strates végétales :
- arborescente avec par exemple : érable argenté, frêne, sycomore…
- arbustive, avec par exemple : saule, aubépine, coudrier…
- herbacée, avec par exemple : typha, jonc, carex, ou des espèces de la famille des Poaceae.

L'association des systèmes racinaires des végétaux rivulaires maintient dans ce cas de manière optimale la terre des berges à toutes les échelles : les graminées stabilisent le sol à l'échelle des mottes de terre grâce à leurs racines, les arbustes fixant de petites portions de berges à l'aide de leurs racines et radicelles, les arbres stabilisant le tout par sections de plusieurs mètres de berges.

## Fonction de corridor
La ripisylve est un corridor biologique particulier, qui a d'importantes fonctions d'abri et de source de nourriture pour un grand nombre d'animaux (reptiles, oiseaux, mammifères, poissons, crustacés, insectes et autres invertébrés associés aux berges) ; ils y vivent ou en dépendent indirectement comme source de nourriture. Certaines espèces leur sont partiellement inféodées (castor par exemple, qui enrichit et complexifie les ripisylves par sa présence, surtout quand il construit des barrages), d'autres s'y réfugient lors d'inondations importantes. 

La fonction « corridor » se manifeste de deux grandes manières ;
- comme « conduit » (eau, berges) permettant à des espèces de circuler (dans les deux sens) ;
- comme lieu d'un flux emportant des propagules et graines. Ces propagules se font ainsi passivement transporter ; essentiellement de l'amont vers l'aval (hydrochorie directionnelle), avec quelques exceptions lors des crues, ou quand des poissons ou oiseaux "remontent" des graines ou propagules vers l'amont ou d'autres bassins versants. Cette forte directionnalité des flux de gènes et propagules a des impacts complexes sur la diversité génétique de certaines populations et métapopulations (crustacés, plantes aquatiques ou  palustres). Les propagules se déposent le long des berges de manière différentiée selon les espèces en fonction de la saison et de la hauteur de l'eau, mais aussi de la capacité des graines à flotter plus ou moins longtemps ou à s'accrocher aux aspérités des berges.

L'étude de ces phénomènes vise notamment à mieux comprendre pourquoi et comment l'artificialisation des berges, la destruction ou l'insularisation écologique des « annexes hydrauliques » (bras morts, zones humides adjacentes, etc.) des cours d'eau peut menacer la biodiversité et la survie de tout ou partie des espèces utilisant l'hydrochorie pour coloniser de nouveaux milieux,,,.

## Fonction d'habitat
Pour les habitants de la rivière (poissons, insectes), cavités, racines et radicelles offrent de nombreux abris (vis-à-vis du courant et des prédateurs) et parfois de support de ponte. D'autre part, l'ombre portée sur la rivière semble rassurante pour de nombreuses espèces qui réduisent leur activité en pleine lumière (espèces lucifuges). Elle permet aussi de garder l'eau assez fraîche en été (essentiel pour les salmonidés) et de limiter le colmatage de frayères par des algues.
C'est un écotone notamment apprécié des martins-pêcheurs, des loutres, ou des castors (qui la modifient et y entretiennent des ouvertures dans la strate arborescente), qui joue parfois un rôle important de zone tampon ou  de refuge pour les animaux (en cas de sécheresse, ou en cas de coupe rase à proximité par exemple).

## Fonctions épuratrices
Le système racinaire de la ripisylve, et la fonge et les bactéries qui y sont associés (symbiotes ou non) constituent également une pompe épuratrice pour certains polluants (phosphates et nitrates d'origine agricole ou urbaine, radionucléides, etc.),,.

## Fonction inertielle
La ripisylve joue aussi un rôle majeur de ralentisseur de l'onde de crue, contribuant aussi à la rétention normale de sédiments (diminuant le risque de surcreusement des rivières qui peuvent entraîner une baisse de la nappe).
Si elle est source de matériaux (branches, feuilles) risquant de faire embâcle en aval, elle en bloque d'autres venant de l'amont, très efficacement dans le cas des ripisylves qui poussent sur des « chevelus » de rivière (systèmes aussi dits en tresses).

## Potentiel de restauration
Dans de nombreuses régions, un important linéaire de ripisylve pourrait être reconquis ou qualitativement amélioré. 

Par exemple, la Wallonie disposait en 2006 de 18 000 kilomètres de cours d’eau, constitués à 80 % de petits cours d’eau (moins de 5 mètres de large) de bonne qualité car situés en forêt pour plus d'un tiers de ce linéaire. JB Schneider estime qu'environ 40 % des ripisylves wallonnes sont cependant trop artificielles (espèces et structure inadéquates). Les peuplements de résineux (acidification, ombre dense) sont en cause, mais aussi l'ombre des peuplements monospécifiques trop denses qui nuit aux strates basses qui fixent aussi les berges et à la biodiversité. Là où il n'y a plus de castors et de grands herbivores, les ripisylves ne sont plus éclaircies et là où les chevaux et vaches sont densément présents, ils mangent toutes les pousses avant qu'elles ne s'épanouissent.

## Diversité biologique
La biodiversité au sein des ripisylves est souvent élevée, voire très élevée en zone tropicale. En zone tempérée, aux niveaux locaux, la diversité biologique des plantes ligneuses et forestières semble dépendre à la fois de l'histoire de la forêt, de la naturalité du cours d'eau et du boisement, et de la position biogéographique, ainsi que de sa position dans le bassin versant.

## Évaluation de la qualité des ripisylves

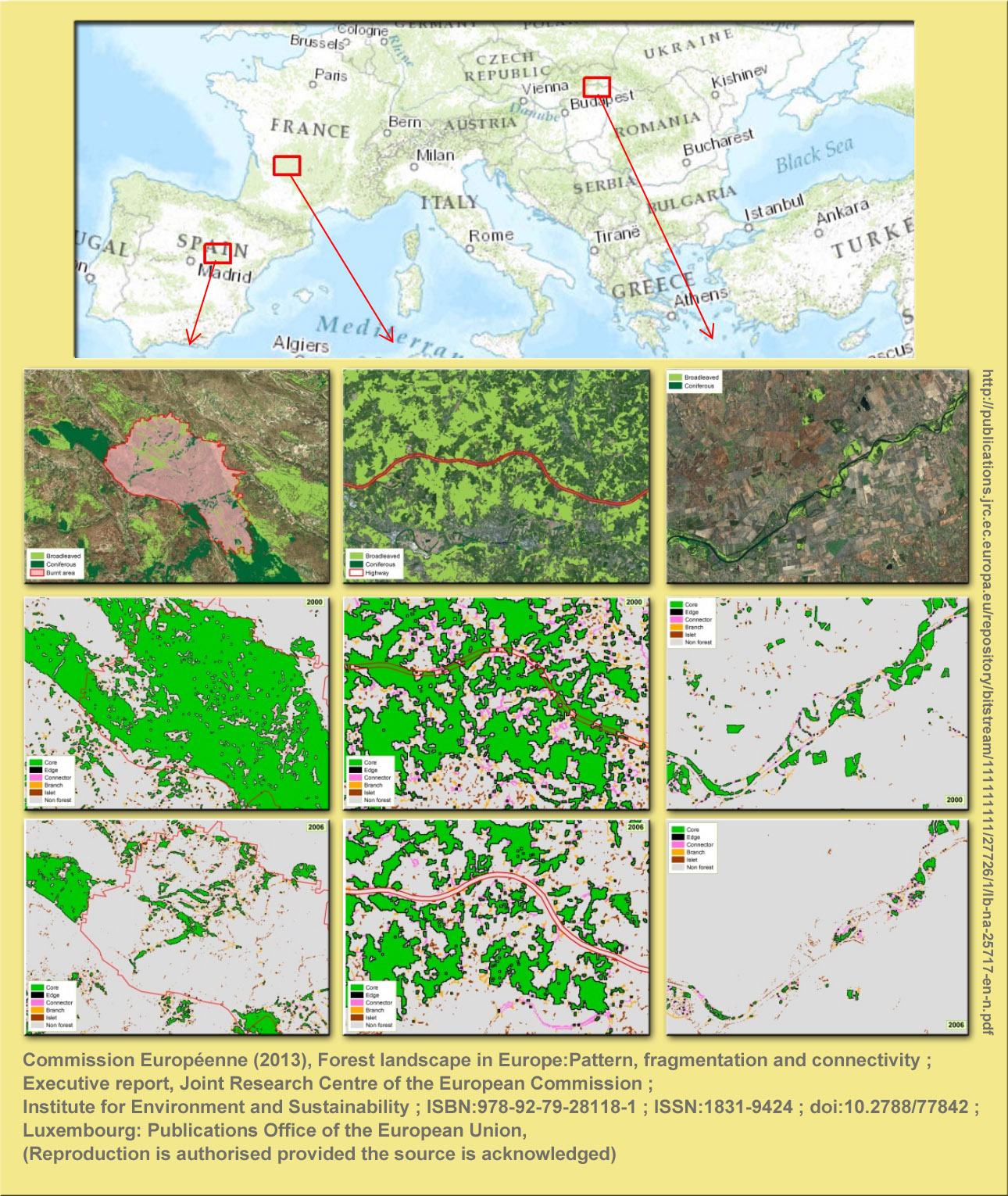
La fragmentation forestière des ripisylves est l'un des exemples de fragmentation écologique graves observés en Europe par la Commission, avec ici, à titre de comparaison et d'exemple, respectivement (de gauche à droite) une fragmentation induite par
1) un incendie de forêt en Espagne (effet provisoire sauf s'il y a répétition des incendies dans une même zone),
2) la construction d'une autoroute trans-européenne
3) d'un défrichement de ripisylve et des restes d'une forêt alluviale (d'après la cartographie des forêts du CCR 2000 et 2006).

Une évaluation peut être demandée par exemple lors de mesures agro-environnementales, ou dans l'application de la directive cadre sur l'eau ou de l'élaboration ou évaluation d'une trame verte ou d'un réseau écologique. 
L'évaluation qualitative et quantitative peuvent notamment porter sur :
- sa structure (strates verticales)
- son importance par rapport au linéaire de berge
- la diversité des essences, et la biodiversité qu'elle abrite
- sa naturalité (incluant la conservation d'espaces de divagation du cours d'eau, de méandres, de bras morts, etc. absence de digue, murs, berges de palplanches, tunages, etc.)
- son caractère de continuum biologique
- son épaisseur et son opacité (selon la saison)
- sa faune associée (poissons, loutre, castor, martin-pêcheur, etc.)
- son état, et l'état de l'eau et des berges (signes d'érosion par le bétail, etc.)
- son degré de protection ou de vulnérabilité à la coupe
- sa capacité à préserver l'eau des engrais, pesticides ou autres polluants du bassin versant
- sa capacité à transférer ou non des polluants à partir de la rivière vers les écosystèmes ou inversement. Par exemple, les animaux piscivores peuvent bioaccumuler du mercure (ce phénomène est appelé bioamplification). C'est aussi le cas pour des araignées typiques de la ripisylve comme Larinioides sclopetarius (étudiées dans la Buffalo river aux États-Unis), qui consomment de nombreux insectes effectuant leurs cycles de vie dans l'eau (ex. : cécidomyie). Ces araignées L. scloperarius contiennent plus de mercure que les moucherons qu'elles mangent, mais curieusement plus en amont qu'en aval dans les cas étudiés, ce qui reste à expliquer[16].

## Association de ripisylves et de bandes enherbées pour créer des zones-tampons et de protection

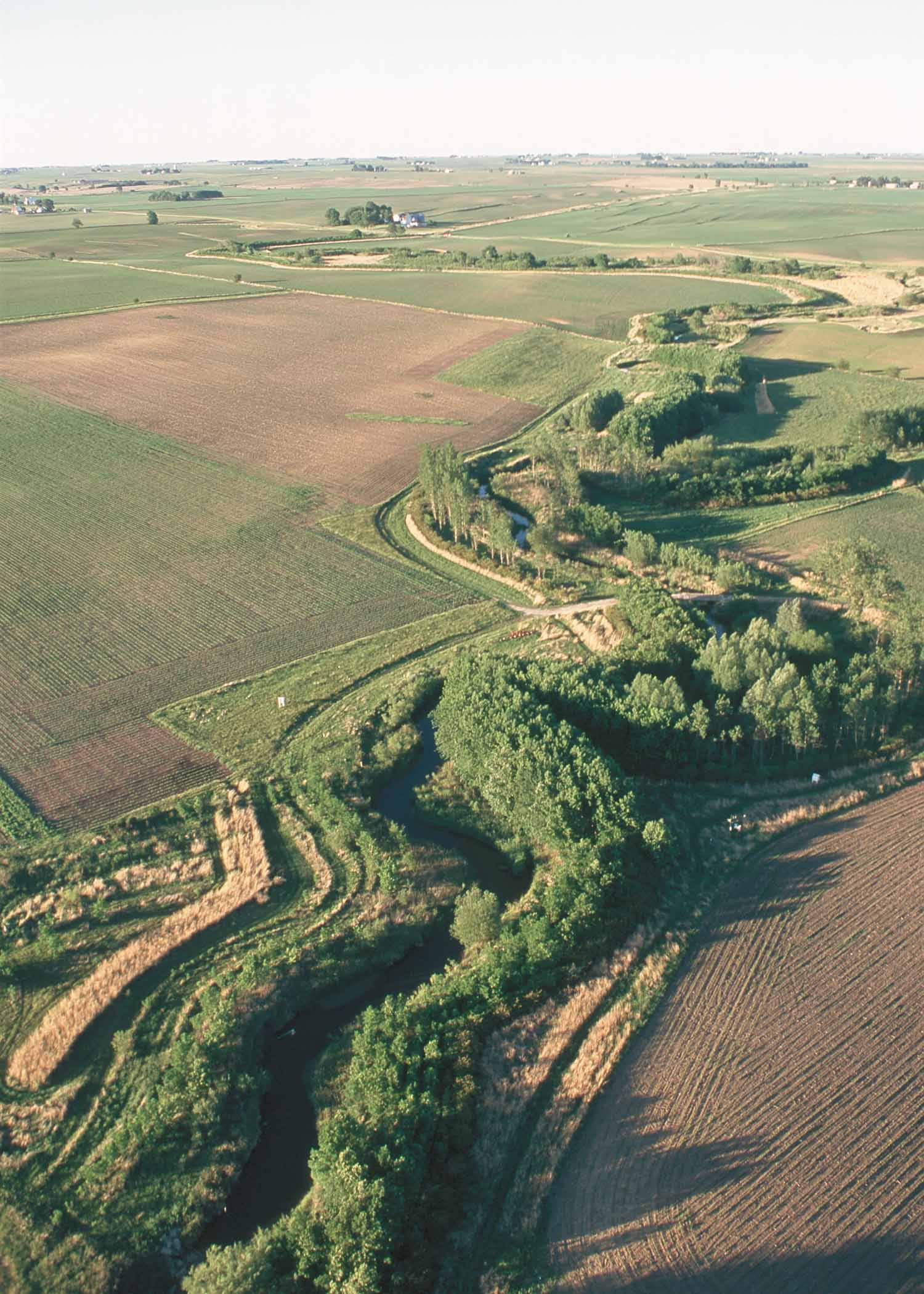
De précieuses informations sur l'intérêt et l'efficacité des zones-tampons et ripisylves pour la conservation de la nature continuent à découler de l'expérience de "Bear Creek" (Story County, Iowa), qui a été désignée le 16 juin 1998 programme national d'expérimentation aux États-Unis, et scientifiquement suivi durant plus de 10 ans.

L'expérience américaine de Bear Creek a apporté beaucoup d'informations sur de telles zones-tampons. 
En 1990, la plantation d'une ripisylve le long d'un segment de la Bear Creek (photo ci-contre) a été associée à la restauration d'une bande enherbée en bordure de rivière. Ce site a été largement étudié durant dix ans, par des scientifiques de l'université d’État de l'Iowa et des spécialistes en agroécologie (du Leopold Center for Sustainable Agriculture). 
On a notamment montré là que cette zone tampon a eu de nombreux intérêts : 
- Elle a permis de diminuer jusqu'à 90 % les apports en sédiments dans les eaux de ruissellement
- 80 % des apports en azote et phosphore ont été éliminés des eaux de ruissellement qui eutrophisaient avant cela la rivière.
- Elle a permis de multiplier par cinq le nombre d'oiseaux accueillis (par rapport à un champ ou à une zone intensivement pâturée).
- L'eau s'y infiltre cinq fois plus vite vers la nappe que dans un champ ou une pâture intensive. Jusqu'à 90 % de nitrates sont épurés avant d'atteindre les eaux souterraines et l'érosion des berges a diminué de 80 % (par rapport au champ ou pâture intensive).
- L'efficacité maximale pour diminuer l'apport en sédiments a été atteinte rapidement (en 5 ans).
- En 10-15 ans l'efficacité maximale pour l'élimination des nutriments dans les eaux était atteinte. Le taux de carbone organique du sol a augmenté jusqu'à 66 %.
- La zone tampon s'est montrée la plus efficace quand elle était située dès la partie amont (haute) du bassin versant.

Dans un second temps, la recherche s'est étendue en amont et aval, avec la plantation de 14 nouvelles zones-tampons le long des 22,5 km (14 miles) de rivière dans le comté de Story et celui d'Hamilton. Près de 50 % des agriculteurs riverains se sont maintenant associés à ce programme de conservation et ont restauré de telles zones-tampons. Le site a été visité par plus de 50 ONG de conservation de la nature et agricoles de l'Iowa.
Dans le monde, les fonctions écologiques et physiques des ripisylves commencent à être reconnues, et donc à justifier qu'elles soient mieux protégées et parfois restaurées. Les moyens ou outils de protection sont parfois des mises en réserve naturelle et plus souvent des mesures agrienvironnementales (en milieu rural, et conjointement aux bandes enherbées, avec parfois, par une protection foncière volontaire ou négociée de la part des propriétaires (servitude environnementale ou Easement refuge  dans le droit anglo-saxon, projet de Trame verte et bleue nationale en France (à la suite du Grenelle de l'environnement et généralement dans le cadre des SDAGE, etc.).
- Au Québec, la bande riveraine, au-delà du littoral d'un cours d'eau, est protégée sur une largeur de 10 à 15 m selon la Politique de protection des rives, du littoral et des plaines inondables[18].

## Cinétique des nutriments et des ressources énergétiques dans le contexte de ripisylve

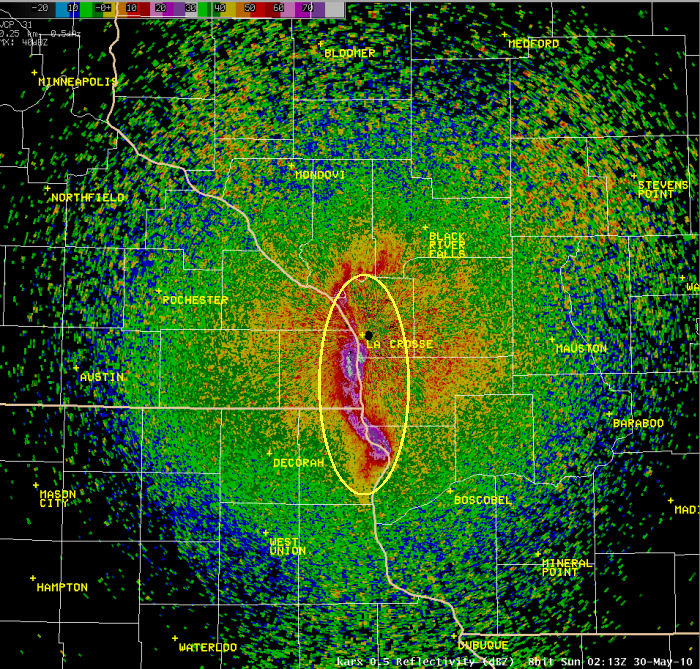
Image de radar météorologique montrant l'émergence d'un nuage d'éphémères (ici à 21h 13 HAC, le samedi 29 mai 2010, émergeant du fleuve Mississippi dans le Wisconsin). Ce phénomène d'apparition nocturne de plancton aérien (ici observable durant 10 min) était autrefois très courant en zone tempérée de l'hémisphère nord, il participe au transfert de nutriments acquis au fond du cours d'eau, vers les habitats naturels voisins, forestiers le cas échéant.

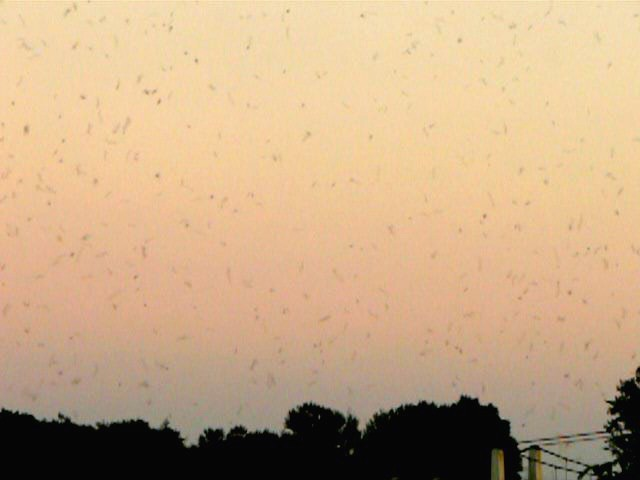
Aéroplancton apparaissant au soleil couchant au-dessus de la Loire (Meung-sur-Loire, aout 2010).

On a récemment confirmé que la qualité de la matière organique allochtone influe sur les transferts d'énergie et de nutriments dans les réseaux trophiques qui en bénéficient (ce qui est le cas des ripisylves et forêts riveraines qu'elles soient feuillues, mixtes et de conifères). 
Hormis via le « pompage racinaire », des quantités importantes de nutriments peuvent passer du cours d'eau à la forêt alluviale ou inondable, via les inondations (les apports de limons du Nil étant l'une des démonstrations les plus anciennement connues de l'intérêt des limons en matière de nutriments). Ailleurs (en zone non inondable), des transferts significatifs peuvent aussi être effectués par ceux des invertébrés (insectes) qui émergent de l'eau pour se reproduire. 
Ainsi, les nutriments provenant des cours d'eau compensent certaines « carences» induites par l'utilisation de nutriments rares ou « lessivables » par les organismes terrestres, et/ou induits par les pertes de nutriments très solubles (nitrates, soufre…) emportés par le lessivage des sols. 
De nombreuses rétroactions existent ou sont possibles au travers des écotones rivulaires, impliquant les insectes aquatiques avec par exemple les Chironomidés dans les cours d'eau riches en matières organiques et les mouches de mai dans les eaux non polluées, deux familles dont les espèces peuvent produire des biomasses émergentes très importantes (évoquant parfois des nuages, de la fumée ou une tempête de neige) ou des insectes décomposeurs des litières immergées. Ceci est confirmé par des études de stœchiométrie. On peut maintenant suivre la cinétique d'éléments chimiques (carbone / azote / phosphore ) en utilisant des isotopes stables (C13∂  et N15∂) comme traceurs. 
À titre d'illustration, un suivi du devenir de trois nutriments présents dans la litière de feuilles mortes ou d'aiguilles de pins immergées dans divers cours d'eau a été fait en Amérique du Nord en comparant des ripisylves d'aulne rouge (Alnus rubra) ou de conifères (Pruche de l'Ouest ; Tsuga heterophylla dans ce cas) ou mixtes. L'étude a aussi porté - dans les mêmes cours d'eau (non pollués) drainant et irriguant des forêts riveraines de nature différentes (feuillues, mixtes et de conifères)- sur deux invertébrés aquatiques :  le trichoptère Lepidostoma  cascadense de la famille des Lepidostomatidae, dont la larve présente jusqu'à 812 individus par mètre carré, et dont le taux de croissance IGR est de 1,5 % /jour en hiver avant une pupaison intervenant en mai-juin, et une espèce proche Lepidostoma unicolor qui présente des populations atteignant 320 larves/m2 début juillet (avec alors une croissance IGR de 2,7 % par jour). 
- La biomasse produite par ces deux insectes est moindre que celle d'autres espèces (mouches de mai…), mais ces deux trichoptères ont comme caractéristique de se nourrir dans la litière subaquatique où elles peuvent notamment consommer les aiguilles de résineux et/ou accélérer leur décomposition[20],[21] et d'émerger pour se reproduire dans les forêts riveraines. Ils y captent dans la litière subaquatique qu'ils contribuent à décomposer des nutriments qui retourneront au milieu forestier avec l'insecte adulte quand la larve aquatique se sera transformée en insecte aérien volant ; ce dernier devenant une proie abondante pour les insectivores des forêts rivulaires. De  manière générale, il en va de même pour leurs prédateurs aquatiques, dont certains poissons (quand leurs prédateurs forestiers (loutres, lynx, hérons, cigogne noire…) n'ont pas disparu) et pour la plupart des amphibiens dans les milieux lentiques (s'ils n'y ont pas déjà disparu ou fortement régressé).
- Au sol sous la forêt rivulaire, comme dans l'eau, les litières de feuillus (ex.: aulnes) et de résineux (ex : Tsuga heterophylla) présentent des différences chimiques marquées[20]. 
Le rapport C/N et C/P est plus bas sous les aulnes et les taux de C13∂ sont plus bas sous les résineux, et sous les aulnes la litière est enrichie en N15∂)[20];

Les mêmes différences sont observées dans les litières de feuilles accumulées au sol et sous l'eau. 
- La stœchiométrie des tissus d'invertébrés consommateurs primaires de la litière ne varie pas significativement selon les taxons ni selon la composition des forêts riveraines[20]. Par contre, l'organisme des prédateurs plécoptères (Chloroperlidae) et éphéméroptère Paraleptophlebia gregalis échantillonnés dans des cours d'eau sous des ripisylves mixtes ou de résineux étaient plus riches en isotopes C13∂ et N15∂ dans les zones à conifères ou mixtes que ceux trouvés dans les cours d'eau entourés de forêts strictement feuillues (aulnes dominants)[20]. 
Ceci laisse penser que la faible disponibilité d'une litière appétente de feuilles d'aulne (riches en azote) peut limiter les flux énergétiques et de nutriments (azote notamment) via la chaîne alimentaire[20]. Une carence en azote pourrait ainsi être facilitée là où les aulnes sont rares[20] ;
- Les bactéries et champignons décomposeurs primaires jouent également un rôle dans la biodisponibilité de certains nutriments : les chercheurs ont ainsi noté que la litière de A. rubra  a été plus rapidement décomposée par L. unicolor lorsque cette litière a été « incubée » dans les ruisseaux drainant les forêts de feuillus, alors que la consommation de la litière de Tsuga heterophylla litière n'a pas été influencée par la composition de la forêt riveraine[20] ;
- Des différences existent aussi dans la temporalité du recyclage des éléments : le moment du pic d'émergence des insectes des cours d'eau se fait un mois plus tôt, et avec une densité d'insectes de deux à trois fois plus élevée sous les résineux que dans les cours d'eau de forêts mixtes et feuillues[20] ; cependant la biomasse totale des insectes émergents sur l'année est la même quel que soit le type de forêt[20];
- Les assemblages d'espèces d'insectes émergents varient selon la nature (feuillus ou résineux) de la forêt riveraine : leur richesse taxonomique est deux fois plus élevée en forêt feuillue que résineuse[20] ;
- Cette étude a confirmé que la composition des forêts riveraine influe sur l'alimentation des invertébrés d'eau douce, et par suite sur le recyclage des nutriments perdus par la forêts vers le cours d'eau. Ses résultats laissent envisager des rétroactions complexes et réciproques entre le cours d'eau et les écosystèmes riverains, notamment par l'intermédiaire des émergences d'insectes[20] (qui peuvent être perturbés par la pollution des cours d'eau).

## Guides
- CRPF (2012) Guide de restauration des ripysilves , réalisé par le CRPF Nord-Picardie (Amiens) et l’Agence de l'Eau Artois-Picardie.
- CRPF (2015° [Guide technique : La ripisylve plantée : les premiers entretiens (0-5ans)] ; guide d'entretien pour les ripisylves plantées (format A5), avec recommandations pour la première année à la cinquième année de ripisylves plantées CRPF Nord-Picardie (Amiens)
- Frédéric Mouchet, Arnaud Laudelout, Natacha Debruxelles, Hugues Claessens, Jean-Yves Paquet, Jacques Rondeux, « Guide d’entretien des ripisylves », sur fsagx.ac.be, Faculté universitaire des sciences agronomiques de Gembloux, janvier 2007
Exemple belge, avec présentation des problématiques.
  - « Qu'est-ce qu'une riprisylve ? », sur ofme.org, Centre Régional de la Propriété Forestière (CRPF, Provence-Alpes-Côte d'Azur).
- FNE (2006) Guide de cas concrets de gestion de ripisylves - France ... , 2006, France nature environnement / Réseau Forêt, avec le soutien du ministère de l’Écologie, PDF 55pp